# 麻田信二
麻田 信二（あさだ しんじ、1947年12月23日 - ）は、日本の学校経営者、学校法人酪農学園理事長。北海道副知事などを歴任した元地方官僚。

## 経歴
北海道網走市出身。北海道網走南ヶ丘高等学校、北海道大学農学部農芸化学科卒業。上京して製薬会社に勤務した後、1974年に北海道庁に入庁。酪農畜産課長、農政課長を経て、1999年に農政部次長、2002年に農政部長となり、2004年から2006年まで副知事を務めた。副知事退任後は、長沼町で果樹園経営にあたる。
生活協同組合関係の役職も長く務めており、北海道生活協同組合連合会会長、2008年生活協同組合コープさっぽろ理事常任議長、後に同会長（2018年離任）などを歴任している。2019年秋の叙勲で瑞宝中綬章を受章。

### 酪農学園理事長として
2007年7月、麻田は、酪農学園大学やとわの森三愛高等学校を経営する学校法人酪農学園理事長に就任した。麻田理事長の下、酪農学園大学は、3学部8学科から2学群5学類の体制へ大幅な組織再編を行い、酪農学園大学短期大学部は募集停止となった。当初予定された、「北海道三愛大学」への改称は、教授会や同窓生などからの反対で先送りされたが、麻田理事長は引き続き改称を追求することを表明している。
2015年7月14日、酪農学園理事会は、酪農学園大学の干場信司学長を解任し、麻田理事長が職務代理者に就いた。その後、2015年8月に、竹花一成を新学長に選出した。
2016年7月1日、麻田は理事長を退任し、後任には元学長の谷山弘行が就任した。